# اندیس گرانیت حصارویه
گرانیت حصارویه یک اندیس مصالح ساختمانی است که در حوالی شهر حاجی آباد استان سیستان و بلوچستان قرار دارد و مادهٔ معدنی موجود در آن، گرانیت است.سنگ میزبان این اندیس گرانیت است و دیرینگی آن به دوران کرتاسه بالایی می‌رسد. 